# SCAT Airlines
SCAT Airlines (offiziell Aircompany SCAT) ist eine kasachische Fluggesellschaft mit Sitz in Schymkent und Basis auf dem Flughafen Schymkent.  

## Flugziele
SCAT Airlines verbindet überwiegend Großstädte innerhalb Kasachstans miteinander. Die internationalen Verbindungen liegen vor allem in Zentralasien und Osteuropa.
SCAT Airlines stand bis 8. Dezember 2016 auf der Liste der Betriebsuntersagungen für den Luftraum der Europäischen Union.
Im Jahr 2018 wurden die europäischen Luftraumbeschränkungen für SCAT Airlines aufgehoben.

## Flotte

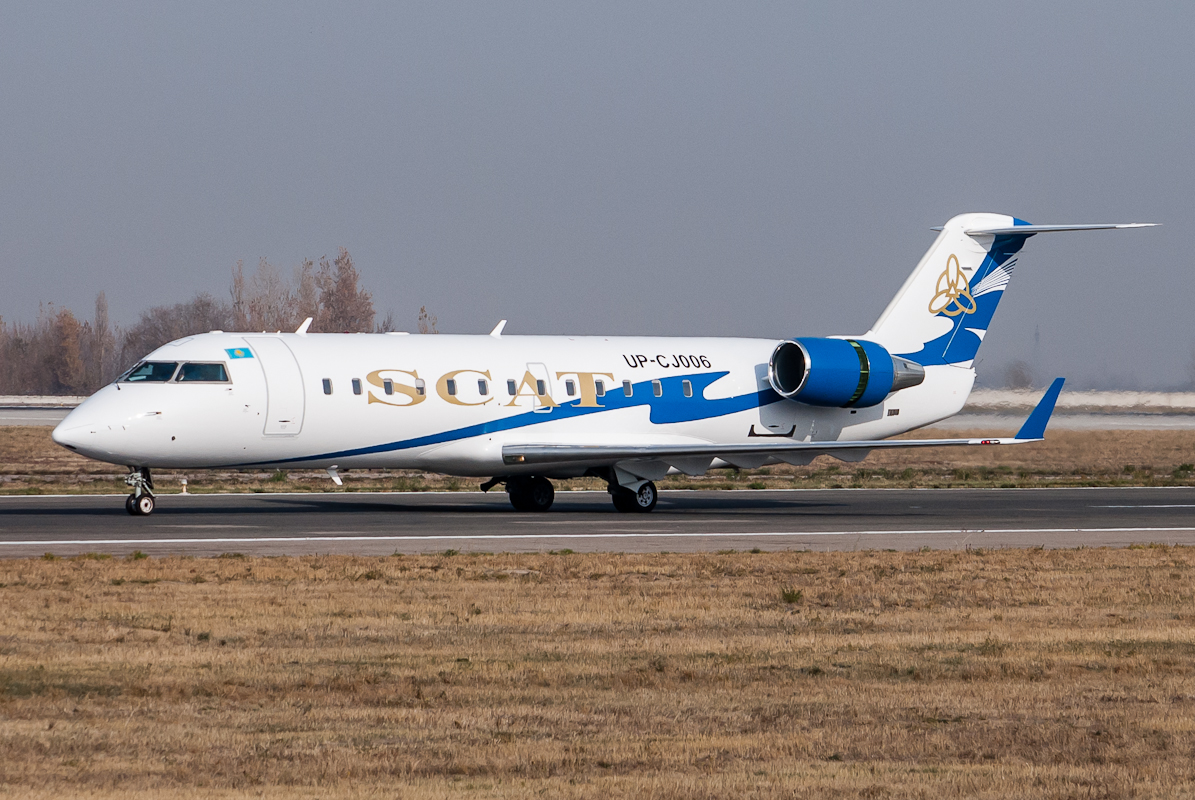
Bombardier CRJ200 der SCAT Airlines

Mit Stand Januar 2024 besteht die Flotte der SCAT Airlines aus 30 Flugzeugen mit einem Durchschnittsalter von 17,0 Jahren:
| Flugzeugtyp       | Anzahl | bestellt | Anmerkungen                                  | Sitzplätze | Durchschnittsalter (Januar 2024) |
| ----------------- | ------ | -------- | -------------------------------------------- | ---------- | -------------------------------- |
| Boeing 737-300    | 02     |          | eine inaktiv; eine mit Winglets ausgestattet | 146 149    | 30,5 Jahre                       |
| Boeing 737-500    | 02     |          |                                              | 126        | 31,2 Jahre                       |
| Boeing 737-700    | 01     |          | mit Winglets ausgestattet                    | 149        | 15,8 Jahre                       |
| Boeing 737-800    | 08     |          | mit Winglets ausgestattet                    | 189        | 13,8 Jahre                       |
| Boeing 737 Max 8  | 03     |          | + Optionen für 4 zusätzliche Flugzeuge       | 174 186    | 5,2 Jahre                        |
| Boeing 737 Max 9  | 05     |          | + Optionen für 5 zusätzliche Flugzeuge       | 213        | 1,4 Jahre                        |
| Boeing 757-200    | 04     |          | drei inaktiv; betrieben für Sunday Airlines  | 235        | 31,8 Jahre                       |
| Boeing 767-300ER  | 01     |          | betrieben für Sunday Airlines                | 290        | 23,7 Jahre                       |
| Bombardier CRJ200 | 04     |          | zwei inaktiv                                 | 50         | 21,7 Jahre                       |
| Gesamt            | 30     | -        |                                              |            | 17,0 Jahre                       |

Im November 2017 unterzeichnete die Fluggesellschaft einen festen Vertrag über den Kauf von sechs Flugzeugen der neuesten Generation Boeing 737 MAX 8 mit der amerikanischen Gesellschaft Boeing. 
Am 29. März 2018 wurde die erste Boeing 737 MAX 8 an SCAT Airlines ausgeliefert. Sie ist die erste Maschine ihres Typs in den postsowjetischen Ländern.

## Zwischenfälle
- Am 29. Januar 2013 kamen alle 16 Passagiere und die fünf Besatzungsmitglieder einer Bombardier CRJ200 der SCAT Airlines (Luftfahrzeugkennzeichen UP-CJ006) ums Leben, nachdem die Piloten den Anflug auf dem Flughafen Almaty wegen fehlender Bodensicht abbrechen mussten und die Maschine beim Durchstarten aus ungeklärter Ursache in einen Sinkflug überging (siehe auch SCAT-Flug 760).[5][6]

- Am 16. Juni 2015 brach im vorderen Frachtraum einer Boeing 737-300 der SCAT Airlines (LY-FLB) auf dem Flughafen Aqtau (Kasachstan) ein Feuer aus. Ausgelöst wurde es durch die spontane Zerstörung des Sauerstoffschlauchs mit komprimiertem Sauerstoff, mit dem das Flugzeug über eine Bodenquelle mit Drucksauerstoff gefüllt wurde. Das Flugzeug wurde irreparabel beschädigt. Es gab keine Verletzten, da alle Passagiere das Flugzeug vorher verlassen hatten.[7][8]